# Óscar Morales (Fußballspieler, 1975)
Óscar Morales, vollständiger Name Óscar Javier Morales Albornoz, (* 29. März 1975 in Montevideo) ist ein ehemaliger uruguayischer Fußballspieler und heutiger Trainer.

## Karriere

### Spielertätigkeit

#### Vereine
Der 1,69 Meter große Mittelfeldakteur Morales gehörte zu Beginn seiner Karriere von 1995 bis Ende 1998 der Mannschaft des Club Atlético Cerro an. Sodann spielte er von 1999 bis Anfang Juli 2005 für Nacional Montevideo. In diesem Zeitraum gewannen die „Bolsos“ in den Jahren 2000, 2001, 2002 und 2005 jeweils die uruguayische Meisterschaft. In den beiden letzten Kalenderjahren dieser Station wurde er insgesamt 48-mal in der Primera División eingesetzt und schoss zwei Tore. In der Saison 2005/06 absolvierte er von seinem Debüt am 31. August 205 in der Copa del Rey gegen Xerez bis zu seinem letzten Einsatz am 17. Juni 2006 gegen den FC Elche insgesamt 30 Ligapartien in der Segunda División und eine Pokalbegegnung für den spanischen Klub Real Valladolid. Anschließend wechselte Morales zum FC Málaga, für den er in der Spielzeit 2006/07 insgesamt zehnmal in der zweithöchsten spanischen Spielklasse und viermal im Pokal auflief. Ein persönlicher Torerfolg blieb ihm auch hier versagt. Letztmals wurde er bei den Andalusiern am 2. Dezember 2006 aufgestellt. Ab der Spielzeit 2007/08 stand Morales erneut für drei weitere Saisons in Reihen Nacional Montevideos. In der Saison 2008/09 wurde er mit dem Team erneut Uruguayischer Meister. Während dieser zweiten Karrierephase bei den Montevideanern stehen für ihn 70 Erstligaeinsätze (vier Tore) sowie 16 Spiele (ein Tor) in den beiden Wettbewerben um die Copa Libertadores 2009 und 2010 zu Buche. Während der zweiten Jahreshälfte 2010 war Morales an den Quilmes AC ausgeliehen. Bei den Argentiniern wirkte er in vier Begegnungen der Primera División mit. Von Januar 2011 bis mindestens zum Saisonende 2011/12 war der Club Atlético Cerro sein Arbeitgeber. In diesen anderthalb Spielzeiten absolvierte Morales 43 Erstligaspiele für den Klub aus Montevideo und schoss zwei Tore. Im Februar 2013 verpflichtete ihn Miramar Misiones. Es folgte im September 2013 ein Wechsel zum Zweitligisten Villa Teresa, für den er in der Saison 2013/14 in 13 Partien (kein Tor) der Segunda División zum Einsatz kam.

#### Nationalmannschaft
Morales debütierte am 20. November 2002 bei der 0:1-Auswärtsniederlage im Rahmen des Polar Beer Cups gegen die venezolanische Auswahl in der uruguayischen A-Nationalmannschaft, als er von Trainer Jorge Da Silva in die Startaufstellung beordert wurde. Sein zweites und gleichzeitig letztes Länderspiel datiert vom 17. August 2005, als er bei der 0:2-Niederlage im Freundschaftsspiel gegen Spanien vom inzwischen verantwortlichen Nationaltrainer Jorge Fossati in der „Celeste“ eingesetzt wurde. Ein Länderspieltor gelang ihm nicht.

#### Erfolge
- Uruguayischer Meister: 2000, 2001, 2002, 2005, 2008/09

### Trainerlaufbahn
Morales schlug nach seiner aktiven Karriere eine Laufbahn als Trainer ein. Von Juli 2015 bis Mitte Februar 2016 war er zunächst als Jugendtrainer beim Club Atlético Cerro tätig. Im unmittelbaren Anschluss daran übernahm er die Position eines Assistenztrainers bei Defensor Sporting.